# 謝坤達
謝坤達（シェ・クンダー、1982年3月18日 - ）は台湾のヒップホップグループEnergyのメンバー。2002年にデビュー。

## 来歴
- 2017年12月3日、facebookで女優、アリス・クー（柯佳嬿）との結婚を発表[1]。

## 出演作品

### ドラマ
- 米迦勒之舞（2004）
- 男丁格爾〜ザ・ナースマン（2004）- 葛興邦 役
- 雙璧傳説（2005）- 方耀德之友 役
- 籃球火〜ホット・ショット（2008）- 王竟 役
- 歡喜來逗陣（2008）- 釋大衛 役
- 終極三國（2009）- 呂布 役
- 真愛找麻煩〜True Loveにご用心〜（2011）- 柯偉呈 役
- 絕對達令（2012）- 嚴宗史 役
- 遇見幸福300天（2013）- 張耀揚 役
- 幸福選擇題（2013）- 何立方 役
- Love Cheque〜恋の小切手（2014）- 史博海 役
- 原來1家人（2016）- 詹士邦 役
- アテンションLOVE（2017）- 林子祥 役
- 機密訊號（2017）- 張晉 役
- 1006的房客（2018）- 慕思明 役
- 月村歡迎你（2019）- 畢國建 役
- 姊妹們追吧（2020）- 趙士齊 役